# Gottfried Wiegand
Gottfried Wiegand (* 11. September 1926 in Leipzig; † 2005 Kaarst) war ein deutscher Zeichner.

## Leben und Werk
Gottfried Wiegand hatte Zeichenunterricht bei Emil Schellenberger und studierte zwischen 1946 und 1950 an der Akademie der Bildenden Künste München.
1951 heiratete er die Künstlerin Martel Wiegand, dem Paar wurden drei Kinder geboren. Die Familie wohnte seit 1951 in Düsseldorf und ab 1961 in Kaarst.
Von 1951 bis 1954 hatte Gottfried Wiegand einen Lehrauftrag für Sachzeichnen an der Modeschule Düsseldorf und wurde dann, von 1954 bis 1980 als Lehrer für Tonarbeiten und Zeichen am Seminar für werktätige Erziehung in Düsseldorf angestellt. Direktor des Werkseminars Düsseldorf war er seit 1964.
An der Staatlichen Akademie der Bildenden Künste Karlsruhe war Wiegand von 1974 bis 1975 Gastdozent, 1977 schloss sich ein Gastaufenthalt in der Villa Romana, Florenz, an. Als Professor berief man Wiegand 1980 an die Fachhochschule Köln, wo er bis 1987 arbeitete.
Gottfried Wiegand zeichnete mit Bleistift, Feder- und Pinsel, wobei er für Arbeiten mit dem Pinsel den Farbstoff Sepia bevorzugte. Er wählte kleine Bildformate, oft kreisrund und seine Motive sind häufig Personen.

„Mit der größten Selbstverständlichkeit tun die hier auftretenden Personen für den normalen Menschenverstand völlig unsinnige Dinge … die alle Bezug haben auf Zustände menschlicher Psyche. Sie scheinen ganz wirklich und natürlich und sind doch reine Fiktion. Sie sind gegenständlich greifbar und doch in traumhafte Fernen entrückt. Immer wird ein Tun dargestellt, und doch scheint alles in schwebender Stille zu verharren.“

## Auszeichnungen
- 1977: Villa-Romana-Preis
- 1987: Karl Ernst Osthaus-Preis der Stadt Hagen
- 2001: Kunstpreis der Künstler, Große Kunstausstellung NRW Düsseldorf

## Ausstellungen
Gottfried Wiegands Werk wurde auf zahlreichen Ausstellungen, unter anderem als Mitglied der Neuen Gruppe im Münchner Haus der Kunst, im Kunstverein Hannover, Osthaus Museum Hagen und Museum Abteiberg in Mönchengladbach gezeigt. Er wurde als Teilnehmer zur documenta 6 in Kassel eingeladen und war auf der Art Cologne vertreten.
Als ordentliches Mitglied des Deutschen Künstlerbundes beteiligte sich Wiegand zwischen 1953 und 1988 an insgesamt 22 DKB-Jahresausstellungen.

## Publikationen
- Gottfried Wiegand: Zeichnungen, Plastiken, Radierungen, Lineolschnitte. Verlag Kranenburg 1966.
- Ingrid Bachér, (Illustrator: Gottfried Wiegand), Gespenster sieht man nicht, Atlantis, Zürich/Freiburg i.Br., 1975, ISBN 3-7611-0471-5.
- Friedrich W. Heckmanns (Hrsg.): Querdurch. Zeichnungen von Gottfried Wiegand. Katalog zur Ausstellung Kunstmuseum Düsseldorf. Wienand, Köln ca. 1982, ISBN 3-87909118-8.
- Habsburger ABC. Zeichnungen nach der Portraitsammlung im Schloss Ambras bei Innsbruck. Edition Galerie Bloch, Innsbruck 1982.
- Katalin Burmeister u. a. (Hrsg.). Disegni. In Firenze nell’estate 1984. Zeichnungen. Entstanden in Florenz im Sommer 1984. Edizioni Salone Villa Romana, Florenz 1985.
- Gottfried Wiegand: 12 Malereien auf Papier. Capriccios. Mit einem Vorwort von Hans van der Grinten, Inter Art Galerie Reich, Köln 1995.